# 尹致暎
尹 致暎（ユン・チヨン、朝: 윤치영、1898年2月10日 - 1996年2月9日）は、大韓民国の政治家、外交官。韓国の初代内務部長官、フィリピン総領事、第2代駐フランス韓国公使、13代ソウル特別市長を務めた。
韓国初代大統領李承晩の最側近と朴正煕の側近であった。1歳年上の元大統領の尹潽善は甥。号は東山（동산）、字は自能（자능）。創氏改名時の日本名は伊東 致暎（いとう ちえい）。

## 略歴
忠清南道を地元とする海平尹氏の一員として漢城に生まれる。中学校に通う傍らYMCAで英語を学び、日本に渡って早稲田大学に入学。この間、日本留学生が起草した朝鮮2・8独立宣言に名を連ねたり中学校の同窓だった呂運亨の来日歓迎大会を主宰するなどして警察に逮捕されるが、兄の尹致晟の日本軍での軍功もあって投獄は免れている。

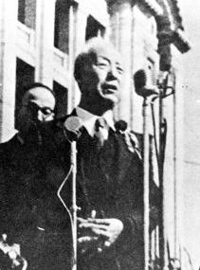
李承晩と尹致瑛（1945年10月16日）

その後、朝鮮に戻ると李承晩と知己になりハワイに赴いて独立運動に従事、更にアメリカ本土へ向かいプリンストン大学、コロンビア大学、ジョージワシントン大学、アメリカン大学などへ遊学。研究活動の傍ら、大韓民国臨時政府の一員として朝鮮人移民の組織化や欧米諸国への宣伝や東亜日報の取材、『三一新報』の発行・編集に関わる。1937年に朝鮮へ戻るが臨時政府との関わりを問われて逮捕され、黙秘したまま釈放されるも当局に監視される状態が続いた。1938年の興業倶楽部事件で逮捕され、起訴猶予処分で釈放された後、親日に転向し、朝鮮臨戦報国団の評議員、国民動員総進会の中央指導委員を務めた。
戦後、独立機運が高まると韓民党に創党発起人と総務部役員として参加し外務部部長となり、その後李承晩の秘書室長として右派政治勢力の結集に動き、大韓民国憲法の起草に参加。初代内務部長官や国連特別派遣大使を務めたが、その後は与党主流から外れ四月革命後に成立した第二共和国に対しても否定的だった。5・16軍事クーデターを経て朴正煕政権が成立すると民主共和党（以下、共和党）に入党、共和党議長や第13代ソウル特別市長（1963年12月～1966年3月）を歴任した。晩年は李承晩の復権に尽力している。
2・8独立宣言への参加などにより1982年に建国褒章を受章し、独立有功者の叙勲を受けたが、2009年に過去の親日行為により「親日人名辞典」に登載され、2010年に国家報勲処により叙勲が取り消された。遺族は不服として裁判を行い、一審では取り消しの手続き上に瑕疵があったとして原告勝訴の結果を出されたが、2015年にソウル高等法院の二審で原審の判決が取り消され、原告は逆転敗訴した。

## 親族
朝鮮時代の領議政の尹斗寿の子孫である。尹得実は曽祖父、尹取東は祖父、尹英烈は父、元大韓帝国軍務大臣・法務大臣の尹雄烈は伯父、元朝鮮総督府中枢院賛議の尹致旿は長兄、元朝鮮総督府中枢院参議の尹致昭は次兄、元日本軍騎兵中佐の尹致晟は三兄、そして尹致昞、尹致明も兄、元貴族院朝鮮台湾勅選議員・朝鮮総督府中枢院顧問の尹致昊、元陸軍医務監の尹致旺、元駐イギリス公使の尹致昌は従兄弟。元ソウル大学校総長の尹日善、元満洲国間島省次長の尹明善、元大統領の尹潽善、そして尹源善、尹沢善は甥、元農林部長官の尹永善、そして尹然善は従甥である。直系の子孫にアナウンサーの尹寅求（孫）がいる。

## 著作
- 尹致暎の20世紀:東山回顧録
- 建国青年運動史
- 民族の行く道